# Relapse Records
Relapse Records är ett amerikanskt oberoende skivbolag baserat i Upper Darby, Pennsylvania. Det grundades av Matthew F. Jacobson 1990. På etiketten finns många grindcore, death metal, metalcore och sludge metal artister.

## Artister

### Aktuella artister
- 16
- Absent In Body
- Agoraphobic Nosebleed
- Amenra
- Arcadea
- ASG
- Atriarch[1]
- Author & Punisher
- Black Anvil
- Black Salvation
- Brain Tentacles
- Call of the Void
- Cave In
- Cephalic Carnage
- Ceremony
- Christian Mistress
- Cloakroom
- Coffins
- Cough
- Control Denied
- Cretin
- Cripple Bastards
- Devil Master
- Devourment
- Disfear
- Death
- Dying Fetus
- Ex Eye
- Exhumed
- Expulsion
- Full of Hell
- Genghis Tron
- Genocide Pact
- Graves at Sea
- Gruesome[2]
- Haemorrhage
- Horseback
- Ilsa
- Incantation[3]
- Integrity
- Inter Arma
- Inverloch
- Iron Monkey
- Iron Reagan
- John Frum
- Lycus
- Magrudergrind[4]
- Mammoth Grinder
- Miracle
- Monolord
- Moore, Steve
- Mortals[5]
- Myrkur
- Necrophagist
- Nothing
- Obituary
- Outer Heaven
- Pig Destroyer
- Pinkish Black
- Poison Blood
- Primate
- Primitive Man
- Red Fang
- Repulsion
- Ripped to Shreds
- Ringworm
- Seven Sisters of Sleep
- Skinless[6]
- Sumerlands
- Survive[7]
- The Obsessed
- Temple of Void
- Torche
- Trappist
- True Widow
- Ulcerate
- Unearthly Trance
- Usnea[8]
- Valkyrie[9]
- Victims
- Windhand
- Wolves in the Throne Room
- Wrong[10]
- Yautja
- Yob
- Zeke
- Zombi
- Zonal

### Tidigare artister
- 27
- Abysmal Dawn
- Agenda of Swine
- Alabama Thunderpussy
- The Album Leaf
- Alchemist
- Amorphis
- Anal Cunt
- Anatomy of Habit
- Antigama
- Atheist
- Baroness
- Bedemon
- Benümb
- Birds of Prey
- Black Tusk
- Blockheads
- Blood Duster
- Bloodiest
- Bodychoke
- Bongzilla
- Boris
- Brian Posehn
- Broughton's Rules
- Brutal Truth
- Buried Inside
- Burnt by the Sun
- Burst
- Buzzoven
- Car Bomb
- Chris Connelly
- Christian Mistress
- Circle of Animals
- Coalesce
- Columns
- Coldworker
- Coliseum
- Converge
- Convulse
- The County Medical Examiners
- Culted
- Dead World
- Deceased
- Dekapitator
- The Dillinger Escape Plan
- Disembowelment
- Disrupt
- The Drip
- Dukatalon
- Don Caballero
- Dysrhythmia
- East West Blast Test
- Ecstatic Vision
- The End
- Exit-13
- Facedowninshit
- Final Conflict
- Fuck the Facts
- Gadget
- Gatecreeper
- General Surgery
- Genocide Superstars
- Goblin Rebirth
- Godflesh
- Graves of Valor
- Hail!Hornet
- Halo
- Hemdale
- Hero Destroyed
- The High Confessions
- High on Fire
- Hooded Menace
- Hope Drone
- Howl
- Scott Hull
- Human Remains
- Indian
- Inevitable End
- Joel Grind
- Jucifer
- Kingdom of Sorrow
- Kill the Client
- Liberteer
- Locrian
- Looking for An Answer
- Lord Dying
- Maruta
- Man Must Die
- Mastodon
- Merzbow
- Mindrot
- Minsk
- Misery Index
- Mortals
- Mortician
- Mose Giganticus
- Mumakil
- Murder Construct
- Nasum
- Neurosis
- Nightstick
- Nile
- Noisear
- Nux Vomica
- Obliteration
- Obscura
- Opprobrium
- Origin
- Pan.Thy.Monium
- Pentagram
- Phobia
- Publicist UK
- Pyrrhon
- Rabbits
- Razor
- Red Harvest
- Revocation
- Rotten Sound
- Royal Thunder
- Rumpelstiltskin Grinder
- Rwake
- Serpentine Path
- Siege
- Soilent Green
- Spawn of Possession
- Tau Cross[12]
- Titan
- Today Is the Day
- Tombs
- Toxic Holocaust
- UltraMantis Black
- Unkind
- Unsane
- Voivod
- Vverevvolf Grehv
- Weapon
- Weekend Nachos
- Wolvserpent